# Новак, Виктор Евгеньевич
Виктор Но́вак (1 июля 1982, Прага) — белорусский гитарист и продюсер. Характерным для его композиций жанром является индустриальный метал, хотя музыкант не ограничивает себя рамками какого-то одного направления в музыке. Его произведения подвержены влиянию многих жанров, среди которых драм-н-бейс, хеви-метал, трэш-метал и пауэр-поп. Виктор является одним из основателем группы Стая (Staya).

## Дискография
| Год выпуска | Группа       | Альбом                 | Тип альбома             |
| ----------- | ------------ | ---------------------- | ----------------------- |
| 2005        | Стая         | Страна Льдов           | Студийный альбом        |
| 2006        | Петр Елфимов | Я хочу                 | Студийный альбом        |
| 2009        | Serdce       | The Alchemy of Harmony | Студийный альбом        |
| 2012        | Staya        | Not My War             | Сингл                   |
| 2012        | Staya        | LLDV                   | Сингл                   |
| 2012        | Staya        | We Lived Our Lives     | Сингл                   |
| 2013        | Staya        | Come as You Are        | Сингл, кавер            |
| 2017        | Staya        | Renegade               | Сингл, Студийный альбом |

## Сотрудничество
В 2006 году помогал в записи гитар Петру Елфимову в песнях «С новым рожденьем…» и «Final Countdown».
В 2007 году помогал в аранжировке и записи гитар Дмитрию Колдуну в песне «Ангел мечты» для полуфинала «Еврофест-2007», а также «Падал снег» вместе с Багратом Вартаняном в 2010 году.
В 2014 году помогал группе Rise In Rage с программированием и синтезаторами для нового альбома.